# Fresh Meadows (Queens)
Fresh Meadows es un vecindario del distrito de Queens de la ciudad de Nueva York. Limita con la Interestatal 495 al norte, con Pomonok al oeste, con la Interestatal 295 al este y Grand Central Parkway al sur.
Fresh Meadows se encuentra en el Distrito Comunitario 23 y 24 de Queens, mientras su código postal son 11365 y 11366. Está patrullada por la 107.ª comisaría de la policía de Nueva York.

## Historia
El nombre de Fresh Meadows le fue puesto a la ciudad porque la aldea era alimentada por manantiales de agua dulce, lo que hacía que tuviera «prados frescos» (en inglés «Fresh Meadows»).

## Demografía
Según los datos del censo de Estados Unidos de 2010, la población de Fresh Meadows era de 17 812 personas. Tiene una superficie de 636.68 hectáreas (6.37 km²) y una densidad de 28 habitantes por acre (18 000 por milla cuadrada; 6900 por km²).
Las razas de los habitantes del barrio era el 32.9% (5864) blancos, el 9.9% (1763) era hispánico o latino, el 7.6% (1355) afroamericano, el 0.1% (17) nativo americano, el 47.1% (8381) era asiático, el 2.4% (432) de otras razas.
En 2017, los Ingreso familiar per cápita era de USD 64 005. En 2018, según una estimación según un informe del Departamento de Salud e Higiene Mental de la Ciudad de Nueva York, la población tenía una expectación de vida mediana de 83.9 años.

## Policía y criminalidad
Fresh Meadows está patrullada por la 107.ª comisaría del NYPD. La 107.ª comisaría obtuvo el decimoprimer lugar de 69 áreas patrulladas más seguras por delitos per-cápita en el año 2010. En 2018, obtuvo una tasa de asalto no fatal de 71 por 100 000 personas, mientras que la tasa de encarcelamiento es de 824 por 100 000 personas siendo más altas comparadas con otras ciudades.
Según un informe de 2018, la tasa de criminalidad en Fresh Meadows con respecto al año 1990 ha bajado en un 88.8%. En 2018, en el distrito sólo se informaron 5 asesinatos, 23 violaciones, 131 agresiones graves, 539 robos con intimidación, 138 robos y 101 robos de automóviles.